# Olympia-Film

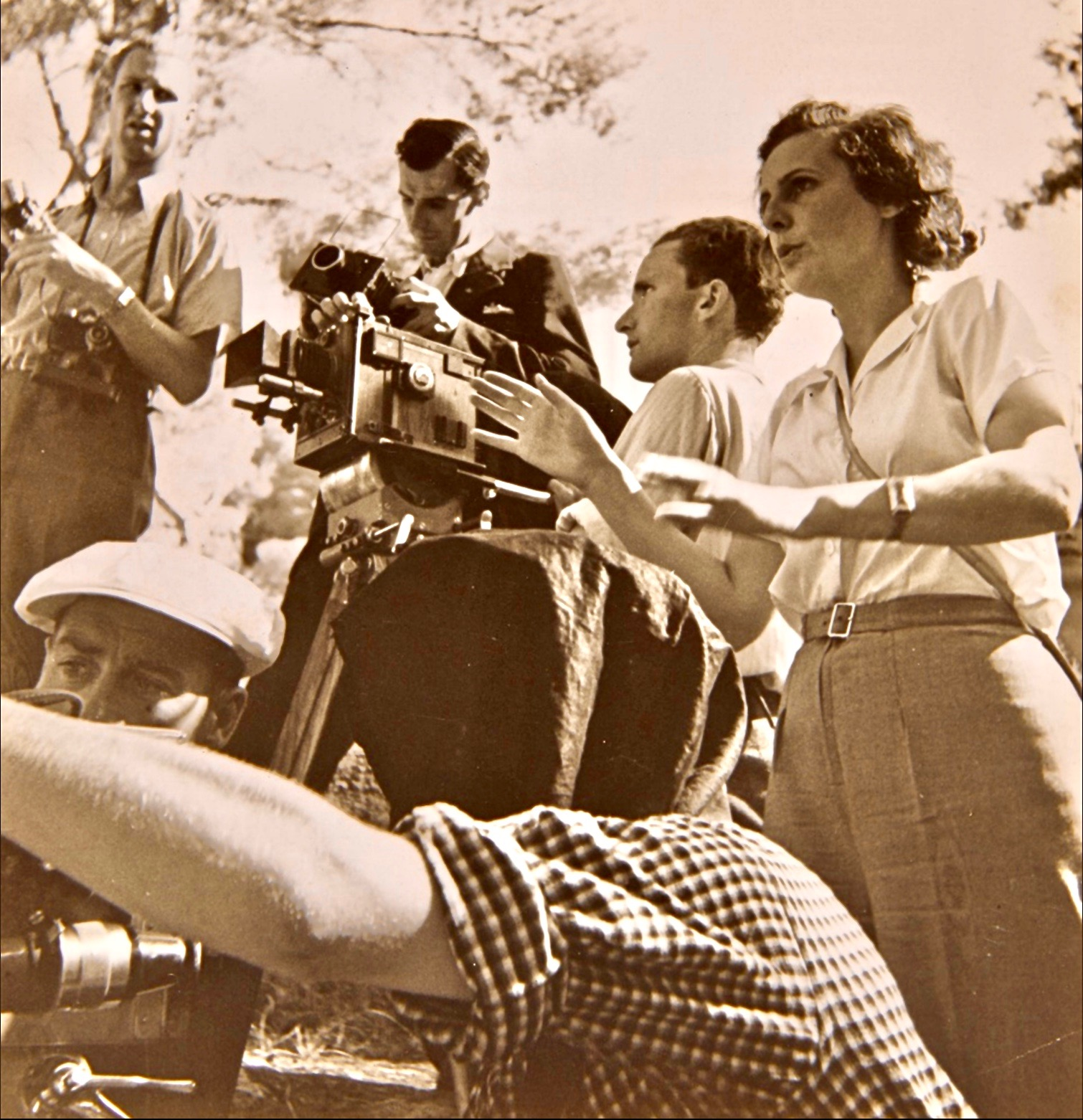
Team der Olympia-Film G.m.b.H. bei einem Dreh für den Film über die Olympischen Sommerspiele in Berlin 1936, rechts Leni Riefenstahl, links neben ihr Kameramann Walter Frentz

Die Olympia-Film G.m.b.H. war ein deutsches Unternehmen mit Sitz in Berlin, dessen wesentlicher Geschäftszweck die Produktion des Films über die Olympischen Sommerspiele in Berlin im Jahr 1936 war.

## Gründung und Liquidation

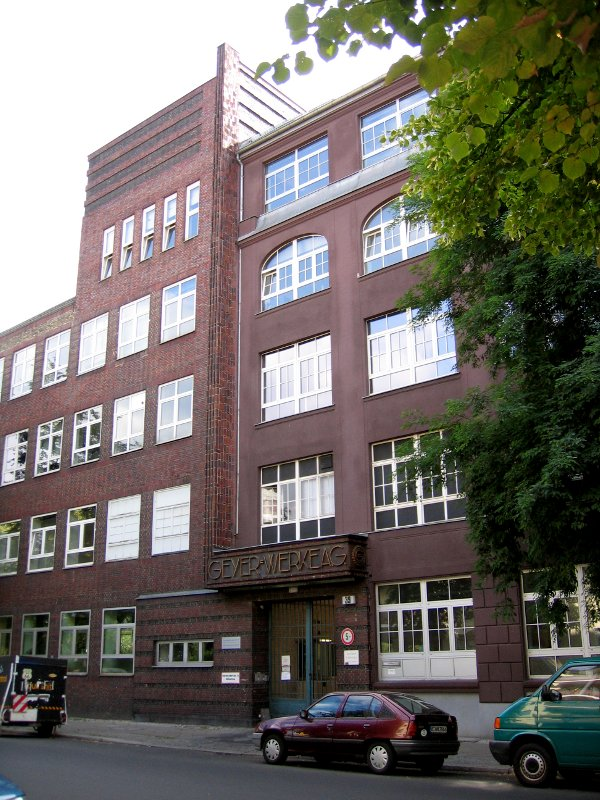
Gebäude-Teilansicht der Geyer Werke A.G. in Berlins Stadtteil Alt-Treptow, Harzer Straße 39, 1935–1939 auch Sitz der Olympia-Film G.m.b.H.

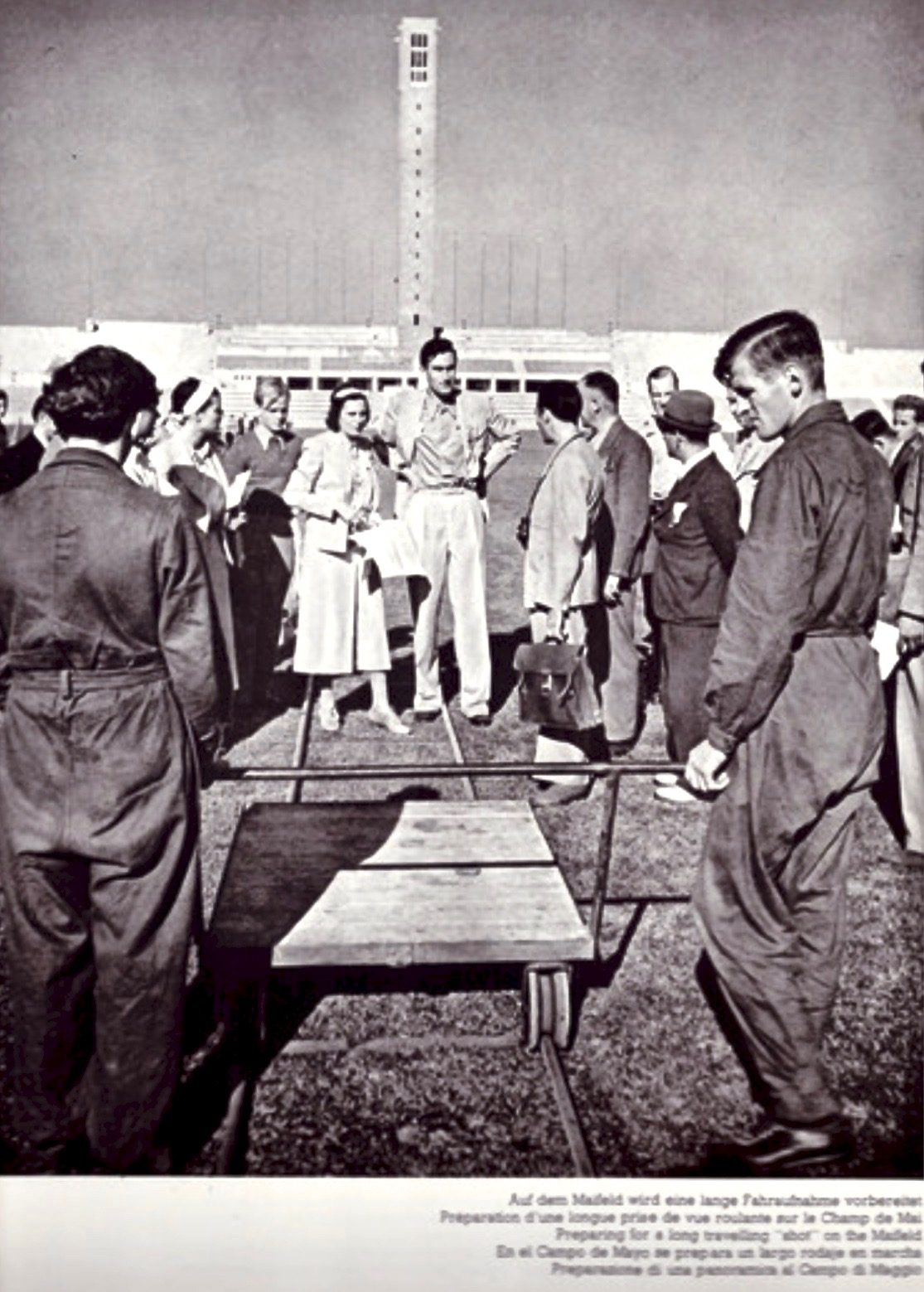
Team der Olympia-Film G.m.b.H. während einer Arbeitsbesprechung auf dem Maifeld des Berliner Olympiastadions im Sommer 1936. Mittig Regisseurin Leni Riefenstahl und Kameramann Walter Frentz

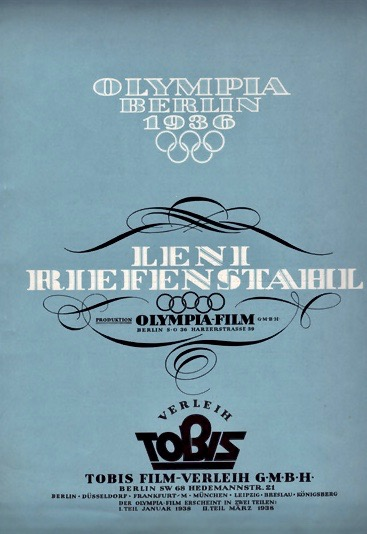
Backcover (Umschlagseite 4) der Verleihbroschüre der TOBIS für den Riefenstahl-Film zur Olympiade 1936 mit dem Logo und der Anschrift der Olympia-Film G.m.b.H. (mittig)

Am 9. Dezember 1935 wurde die Olympia-Film G.m.b.H. gegründet. Gesellschafter waren die Geschwister Heinz Riefenstahl und Leni Riefenstahl. Als Sitz der Gesellschaft fungierte die Anschrift Harzerstraße 39 in Berlin S.O. 36 (Alt-Treptow), gleichzeitig Adresse der dort bereits tätigen Geyer-Werke A.G., einer Filmkopieranstalt. Das Einlagekapital der Olympia-Film G.m.b.H. in Höhe von 20.000 Reichsmark erbrachten Heinz und Leni Riefenstahl gemeinschaftlich, Heinz mit 2.000 RM, Leni mit 18.000 RM.
Die Olympia-Film G.m.b.H. wurde per 31. Dezember 1939 aufgelöst und am 9. Januar 1942 liquidiert.

## Hintergrund
Die Olympia-Film G.m.b.H. war eine Camouflage gegenüber dem Internationalen Olympischen Komitee (IOC) und der Weltöffentlichkeit, ein Tarnunternehmen, denn in Wirklichkeit stand das von Joseph Goebbels geführte Reichsministerium für Volksaufklärung und Propaganda (RMVP) dahinter, ein Faktum, das verschleiert werden sollte.
Der im RMVP zuständige Ministerialrat Karl Ott formulierte dazu rund fünf Wochen nach der Unternehmensgründung gegenüber dem Amtsgericht Berlin-Charlottenburg: „Die Gründung der Gesellschaft ist notwendig, weil das Reich nicht offen als Hersteller des Films in Erscheinung treten will. Die Olympia-Film G.m.b.H. wird auf Veranlassung des Reichs mit Mitteln des Reichs gegründet. Auch die von der Gesellschaft für die Herstellung des Films benötigten Mittel werden sämtlich im Reichshaushalt bereitgestellt. Es ist in Aussicht genommen, die Gesellschaft nach Abwicklung der die Herstellung des Films betreffenden Geschäfte zu liquidieren.“

## Kunden bzw. Auftraggeber
Der offizielle Film über die Olympischen Sommerspiele 1936 wurde bereits einen Tag nach der Gründung der Olympia-Film G.m.b.H. durch Reichsminister Joseph Goebbels in Auftrag gegeben, ein deutliches Indiz dafür, dass es bereits im Vorfeld entsprechende Absprachen gegeben haben muss. Zudem wurde bereits vor Beginn der Produktion seitens der UFA eine Verleihgarantie für den geplanten Film übernommen, für den später die in die UFA eingegliederte TOBIS Film-Verleih G.m.b.H. verantwortlich zeichnete.
Als Generalbauinspektor für die Reichshauptstadt (G.B.I.) übergab Albert Speer der Olympia-Film G.m.b.H. von seinem Dienstsitz am Pariser Platz aus wiederholt Aufträge für Dokumentarfilme.

## Finanzierung
Die Olympia-Film G.m.b.H. bewältigte während ihrer geschäftlichen Tätigkeit allein für den zweiteiligen Olympia-Film ein Budget in Höhe von zunächst 1,5 Millionen Reichsmark, bis 1937 aufgestockt auf mehr als 2,8 Millionen RM. Das Geld erwirtschaftete das Unternehmen jedoch nicht, sondern erhielt es durch das Reichsministerium für Volksaufklärung und Propaganda aus dem Staatshaushalt.

## Filmographie (Auszug)
Die Produktion der folgenden Filme wird der Olympia-Film G.m.b.H. zugeschrieben:
- Bergbauern, 1940
- Hochalm, 1939/40
- Höchstes Glück der Erde auf dem Rücken der Pferde, 1939
- Kraft und Schwung – Die Grundelemente des Turnens, 1939
- Laufen, 1940
- Lustiger Streit im Schwimmstadion zwischen Franz, Orje und dem Frollein, 1939
- Der Film von den XI. Olympischen Spielen Berlin 1936 (2 selbständige Teile), 1936–1938
  - Teil 1: Fest der Völker, 1936–1938
  - Teil 2: Fest der Schönheit, 1936–1938
- Oster-Skitour in Tirol, 1939
- Rund um die Olympischen Spiele, Werkfilm, 1937[12]
- Schwimmen und Springen, 1940
- Der Sprung, 1940
- Wildwasser, 1938/39
- Der Wurf im Sport – Betrachtungen für Freunde des Sports, 1938/39[13][14]

## Bekannte Mitarbeiter (Auszug)
Die Anzahl der Mitarbeiter stieg von rund 130 auf zeitweise etwa 300 an.
| - Andor von Barsy - Wilfried Basse - Konstantin Boenisch - Wolfgang Brüning - Josef Dietze - Edmund Epkens - Hans Ertl - Rudolf Fichtner - Walter Frentz - Fritz von Friedl - Hans Karl Gottschalk - Arthur Grimm - Walter Gronostay - Richard Groschopp - Walter Groskopf - Willy Hameister - Wolf Hart | - Hasso Hartnagel - Walter Hege - Robert Herlth - Eberhard von der Heyden - Arnfried Heyne - Albert Höcht - Paul Holzki - Werner Hundhausen - Heinz von Jaworsky - Hugo von Kaweczynski - Herbert Kebelmann - Sepp Ketterer - Arthur Kiekebusch - Wolfgang Kiepenheuer - Albert Kling - Ernst Kunstmann - Leo de Laforgue | - Alexander von Lagorio - Edoardo Lamberti - Rolf Lantin - Guzzi Lantschner - Otto Lantschner - Paul Laven - Waldemar Lembke - Georg Lemki - C. A. Linke - Johannes Lüdke - Max Michel - Henri Nannen - Kurt Neubert - Erich Nitzschmann - Svend Noldan - Johannes Pagels - Harald Reinl | - Albert Schattmann - Hans Scheib - Wilhelm Schmidt - Josef Schmücker - Hugo O. Schulze - Leo Schwedler - Alfred Siegert - Wilhelm Georg Siehm - Ernst Sorge - Elli Sougioultzoglou-Seraidari - Helmuth von Stwolinski - Walter Traut - Károly Vass - Rolf Wernicke - Herbert Windt - Willy Zielke |